# Toral Bayramov
Toral Mais oğlu Bayramov (ur. 23 lutego 2001 w Baku) – azerski piłkarz, grający na pozycji obrońcy. W sezonie 2021/2022 zawodnik Qarabağ FK. Reprezentant kraju.

## Kariera klubowa
Wychowanek Qarabağu, do pierwszej drużyny przedostał się w 2020 roku. W tym zespole zadebiutował 23 września 2019 roku w meczu przeciwko Zirə FK, wygranym 1:3. Bayramov wszedł na ostatnie 6 minut meczu. Pierwszą asystę zaliczył 23 lutego 2020 roku w meczu przeciwko Sumqayit, wygranym 1:0. Asystował przy bramce Mahira Emrelego w 49. minucie. Pierwszego gola strzelił 17 października 2020 roku w meczu przeciwko Qabali FK, wygranym 3:0. Bayramov ustalił wynik spotkania w 91. minucie. W swojej karierze Azer grał także w Lidze Europy i Konferencji, ponadto zdobył też mistrzostwo kraju w sezonie 2019/2020. Łącznie w Qarabağu do 21 grudnia 2021 roku zagrał w 32 ligowych meczach, strzelając 2 gole i ośmiokrotnie asystując. 

## Kariera reprezentacyjna
Reprezentował swój kraj w kadrze U-19, gdzie zagrał 11 meczów, strzelając 3 gole.
W reprezentacji do lat 21 Bayramov zagrał w 5 spotkaniach, strzelił gola i zanotował 2 asysty.
W seniorskiej reprezentacji zawodnik zadebiutował 27 maja 2021 roku, w meczu towarzyskim przeciwko Turcji, przegranym 2:1, grając 18 minut. Łącznie do 21 grudnia 2021 roku zagrał w 7 spotkaniach.